# (3288) Seleucus
(3288) Seleucus és un asteroide que forma part dels asteroides Amor i va ser descobert per Hans-Emil Schuster el 28 de febrer de 1982 des de l'Observatori de la Silla, Xile.

## Designació i nom
Seleucus es va designar al principi com 1982 DV.
Més tard, en 1985, va rebre aquest nom en honor del general macedoni i fundador de l'Imperi seléucida Seleuc I Nicàtor.

## Característiques orbitals
Seleucus està situat a una distància mitjana del Sol de 2,033 ua, podent allunyar-se'n fins a 2,96 ua i acostar-s'hi fins a 1,106 ua. La seva inclinació orbital és 5,928 graus i l'excentricitat 0,4559. Empra 1059 dies a completar una òrbita al voltant del Sol.
Seleucus és un asteroide proper a la Terra.

## Característiques físiques
La magnitud absoluta de Seleucus és 15,2. Emplea 75 hores a completar una volta sobre el seu eix i té 2,8 km de diàmetre. S'estima la seva albedo en 0,22. Seleucus està assignat al tipus espectral S de la classificació Tholen i al K de la SMASSII.